# Аль-Масри (футбольный клуб)
Аль-Масри (араб. النادي المصري للألعاب الرياضية‎; англ. Al-Masry Sporting Club) — египетский футбольный клуб, базирующийся в городе Порт-Саид. Он был основан в 1920 году группой египтян в Порт-Саиде, он стал первым клубом для египтян в городе с большим количеством футбольных команд, представлявших разнообразные общины многонационального города.
Аль-Масри, что переводится с арабского как «египтянин», выиграл за свою историю 22 официальных титула. Он находится среди 5 египетских клубов с наибольшей фанатской поддержкой вслед за «Аль-Ахли», «Замалеком», «Исмаили» и «Аль-Иттихадом». В данный момент команда выступает в Египетской премьер-лиге.

## История
Аль-Масри был основан в 1920 году, вскоре после Египетской революции 1919 года, с целью утвердить национальную идентичность египтян в Порт-Саиде среди многочисленных иностранных футбольных команд в городе.
Золотой период команды пришёлся на временной отрезок с 1932 по 1948 год, Аль-Масри выиграл ряд титулов, среди которых кубок султана Хуссейна в 1933, 1934 и 1937 годах, также дойдя в нём до финала в 1930 году. Также Аль-Масри 17 раз подряд побеждал в Лиге зоны Суэцкого канала, однако главным успехом клуба на данный момент является победа в кубке Египта в финале 1998 года, в котором был обыгран «Эраб Контракторс» со счётом 4:3.
Аль-Масри получил профессиональный статус в сезоне 1983/1984 и стал первым египетским клубом, купившим иностранных игроков; первыми легионерами стали иранцы Эбрахим Гасемпур и Абд аль-Рида Брзкри, которые внесли существенный вклад в достижение клубом финала кубка Египта, в котором Аль-Масри уступил со счётом 1:3 «Аль-Ахли».
Аль-Масри входит в число клубов-основателей Египетской премьер-лиги во время её возникновения в 1948 году. Аль-Масри занимает третье место по числу сезонов в главной лиге Египта по футболу, уступая лишь «Аль-Ахли» и «Замалеку», пропустив лишь 2 сезона. Это произошло 1950-е годы и было связано с Суэцким кризисом. Аль-Масри никогда не выигрывал чемпионат Египта по футболу, но несколько раз становился третьим.
После трагедии на стадионе в Порт-Саиде в феврале 2012 года оставшаяся часть сезона 2011/2012 была отменена Египетской футбольной ассоциацией. Аль-Масри решил сняться с соревнований в сезоне 2012/2013 в знак уважения к памяти жертв трагедии на своём стадионе, несмотря на подтверждённое Спортивным арбитражным судом (CAS) право принимать участие в Египетской премьер-лиге и во всех соревнованиях, проводимых под контролем Египетской футбольной ассоциации. Сезон же 2012/2013, пропущенный Аль-Масри, так и не был доигран из-за сложившейся политической ситуации в стране.

## Цвета и эмблема
На эмблеме Аль-Масри изображён зелёный орёл с зелёным диском поверх головы и распростёртыми крыльями; это изображение было вдохновлено подвесками Тутанхамона, символизируя вызов и силу, таким образом команда получила прозвище зелёные орлы. Цвета клуба, зелёный и белый, происходят от цветов флага Египта, принятого после Египетской революции 1919 года и символизируют патриотизм.

## Стадионы
Первоначально Аль-Масри принимал гостей на маленьком стадионе в Порт-Саиде, который не мог вместить всех желающих посещать матчи команды. В результате клуб построил свой собственный новый стадион, названный Порт-Саид в 1953 году и официально открытый в 1955 году.

## Президенты
| Имя                           | С             | До           |
| ----------------------------- | ------------- | ------------ |
| / Ахмед Хосни                 | 1920          | 1925         |
| Мохамед Аль-Тобши             | 1925          | 1930         |
| Авад Факоса                   | 1930          | 1935         |
| Ибрахим Юссеф Лехита          | 1935          | 1940         |
| / Абдулрахман Паша Лотфи      | 1940          | 1964         |
| генерал-майор Халил Тарман    | 1964          | 1967         |
| / Абдулхамид Хуссейн          | 1971          | 1974         |
| Мохамед Мусса                 | 1974          | 1978         |
| Ахмед Фуад Аль-Махзанги       | февраль 1978  | декабрь 1979 |
| генерал-майор Ибрахим Аль-Мор | май 1980      | август 1980  |
| / Сайед Метвали               | 1980          | 1988         |
| генерал-майор Ибрахим Аль-Мор | 1988          | 1989         |
| Сайед Метвали                 | 1989          | 1991         |
| Адел Аль-Газар                | март 1991     | май 1991     |
| Сайед Метвали                 | 1991          | 1997         |
| Камел Абу Али                 | август 1997   | декабрь 1997 |
| Абдулвахаб Коута              | январь 1998   | 2002         |
| Сайед Метвали                 | сентябрь 2002 | 2008         |
| Али Фрагаллах                 | 2008          | 2009         |
| Камел Абу Али                 | 2009          | наст. время  |

## Фанаты и группы ультрас
Аль-Масри считается одной из самых популярных футбольных команд в Египте и является популярнейшей в Порт-Саиде. Фанаты Аль-Масри верят в то, что они основали первую на всём Ближнем Востоке организованную фанатскую группу, создав «Ассоциацию фанатов Аль-Масри» в 1960 году и зарегистрировав её в Египетском министерстве социальных отношений (No. 102 от 1960 года). Группа ультрас образовалась 4 мая 2009 года и получила название Ультрас зелёные орлы или просто (UGE). Их девиз звучит как «Потомки 56-го», указывающий на роль Порт-Саида в отражении тройной агрессии во время Суэцкого кризиса 1956 года. В 2010 году также образовалась ещё одна, но маленькая группировка Ультрас Масрави.

## Достижения
Общее количество официальных титулов: 22
- Кубок Египта: 1
  - Победитель: 1998
  - Финалист: 1927, 1930, 1945, 1947, 1954, 1957, 1983, 1984, 1989
- Кубок султана Хуссейна: 3
  - Победитель: 1933, 1934, 1937
  - Финалист: 1930
- Лига зоны Суэцкого канала : 17
  - Победитель: 1932, 1933, 1934,1935,1936,1937,1938,1939,1940,1941,1942,1943,1944,1945,1946,1947,1948 (наиболее успешная команда)
- Confederation Cup Refresher: 1
  - Победитель: 1992
  - Финалист: 1989

## Участие в соревнованиях КАФ
- Кубок обладателей кубков КАФ: 1

1999 — 1/2 финала
- Кубок КАФ: 1

2002 — 1/2 финала
- Кубок Вице-чемпионов УНАФ: 1

2009

## Участие в соревнованиях арабских стран
- Арабский кубок обладателей кубков по футболу: 1

1999 — 3-е место
- Арабская лига чемпионов по футболу: 1

2008 — 1-й раунд

## Тренеры
- Mahmoud El-Gohary
- Ференц Пушкаш (1979-82)
- Корнелиус Пот (1994-95)
- Златко Кранчар (1999)
- Фарук Гаафар (июль 2004 — декабрь 2004)
- Отто Пфистер (июль 2005 — сентябрь 2005)
- Александру Молдован (август 2006 — сентябрь 2006)
- Mohamed Omar (28 сентября 2006—2007)
- Хельми Тулан (июль 2007 — ноябрь 2007)
- Хоссам Хассан (февраль 2008 — декабрь 2008)
- Тарек Солиман (и. о.) (декабрь 2008 — февраль 2009)
- Берталан Бичкеи (февраль 2009 — августt 2009)
- Anwar Salama (август 2009 — январь 2010)
- Тео Бюкер (январь 2010 — май 2010)
- Mohamed Helmi (май 2010)
- Mokhtar Mokhtar (июнь 2010 — ноябрь 2010)
- Alaa Mayhoob (interim) (ноябрь 2010 — декабрь 2010)
- Ален Гейгер (декабрь 2010 — апрель 2011)
- Tarek El Sawy (апрель 2011 — май 2011)
- Taha Basry (май 2011 — июль 2011)
- Талаат Юссеф (июль 2011 — январь 2012)
- Хоссам Хассан (январь 2012- май 2013)
- Сабри Эль-Меньяви (август 2013-)

## Другие виды спорта
Помимо футбольной команды в спортивный клуб «Аль-Масри» входят гандбольная, легкоатлетическая и секция хоккея на траве.

## Спонсоры
- TEZ Tour
- Spinneys
- Senzo Mall Архивная копия от 28 июля 2020 на Wayback Machine
- Nike

## Форма

### Домашняя
| 2017/18 | 2018/19 | 2020/21 |

### Гостевая
| 2017/18 | 2018/19 | 2019/20 | 2020/21 |